# Уральський державний університет імені О. М. Горького
Уральський державний університет імені О. М. Горького (рос. Уральский государственный университет им. А. М. Горького) — класичний заклад вищої освіти в російському Єкатеринбурзі, який існував з 1920 по 2011 роки.
Колишній член Асоціації класичних університетів Росії.

## Історія
Заснований декретом РНК РРФСР від 19 жовтня 1920 року. Спочатку до його структури входили інститути: гірський, політехнічний, медичний, сільськогосподарський, педагогічний, суспільних наук, а також робітничий факультет. У наступні роки університет зазнав значних структурних змін. Реально діяли не інститути, а факультети. Основними причинами були нестача професорсько-викладацьких кадрів і фінансування. Через це ряд інститутів фактично не приступили до занять, а ряд факультетів були злиті в один. До 1924 роців у складі УрДУ залишилося лише 3 факультети — гірський, хіміко-металургійний і медичний. До 1 серпня 1924 року медичний факультет був переведений до Пермі, а університет перейменований на Уральський політехнічний інститут.
У 1925 році інститут був інституційно роздроблений та відійшов до складу інших університетів. У 1931 році відновлений як Свердловський державний університет. У 1936 році університету присвоєно ім'я О. М. Горького. У 1945 році перейменований на Уральський державний університет імені О. М. Горького.
У 1970 році університет нагороджений орденом Трудового Червоного Прапора.
2 лютого 2011 року міністром освіти і науки РФ підписаний наказ № 155 про приєднання Уральського державного університету до Уральського федерального університету.
Ліквідований 12 травня 2011 року.